# كأس الخرافي
كأس الخرافي، بطولة كرة قدم كويتية، بدأت في عام 1999، أنشأها أبناء محمد الخرافي، وهو أحد رجال الكويت، وفاز في كأس الخرافي خمسة أندية هي : نادي العربي ونادي القادسية ونادي السالمية ونادي الكويت ونادي كاظمة، ويعتبر نادي العربي أكثر الفرق فوزا بهذه البطولة، حيث فاز بلقبها ثلاثة مرات. كانت بطولة 2006/2007 آخر موسم لهذه البطولة، وتمت ايقافها نهائيا.
- 1998/1999 : نادي العربي
- 1999/2000 : نادي العربي
- 2000/2001 : نادي السالمية
- 2001/2002 : نادي العربي
- 2002/2003 : نادي القادسية
- 2003/2004 : نادي كاظمة
- 2004/2005 : نادي الكويت
- 2005/2006 : نادي القادسية
- 2006/2007 : نادي كاظمة

| الفريق        | عدد مرات الفوز |
| ------------- | -------------- |
| نادي العربي   | 3              |
| نادي القادسية | 2              |
| نادي كاظمة    | 2              |
| نادي الكويت   | 1              |
| نادي السالمية | 1              |